# فرايدل هارت
فرايدل هارت (بالألمانية: Friedl Hardt)‏ هي ممثلة ألمانية، ولدت في 28 يناير 1919 في ميونخ في ألمانيا، وتوفي بنفس المكان في 11 يونيو 1991.

## وصلات خارجية
- فرايدل هارت على موقع IMDb (الإنجليزية)
- فرايدل هارت على موقع قاعدة بيانات الفيلم (الإنجليزية)